# Кејро (Западна Вирџинија)
Кејро (енгл. Cairo) град је у америчкој савезној држави Западна Вирџинија.

## Демографија
По попису из 2010. године број становника је 281, што је 18 (6,8%) становника више него 2000. године.
| Група             | 2000.        | 2010.        |
| Белци             | 263 (100,0%) | 281 (100,0%) |
| Афроамериканци    | 0 (0,0%)     | 0 (0,0%)     |
| Азијати           | 0 (0,0%)     | 0 (0,0%)     |
| Хиспаноамериканци | 0 (0,0%)     | 0 (0,0%)     |
| Укупно            | 263          | 281          |